# الفتاة نيكيتا (مسلسل)
الفتاة نيكيتا (بالإنجليزية: La Femme Nikita)‏ مسلسل تلفزيوني كندي تم عرضه ما بين الأعوام 1997-2001.

## طاقم التمثيل
- بيتا ويلسون (Pita Wilson)- نيكيتا
- روي دوبوي (Roy Dupuis) - مايكل
- أوجين روبيرت غلازر (Eugen Robert Glazer) - اوبيرايشنز (العمليات)
- ألبيرتا واتسون (Alberta Watson) - مادلين
- ماثيو فيرغسون - سيمور بيركوف/جايسون كرافورد
- دون فرانكس - والتر

## المواسم
هذا المسلسل متكون من 5 أجزاء وكل جزء متكون من 22 حلقه ماعدا الجزء الخامس متكون من 8 حلقات فقط.

### الجزء الأول
1. نيكيتا
2. اصدقاء
3. سيمون
4. أعمال خيريه
5. ام
6. حب
7. خيانه
8. هرب
9. جراي
10. اختيار
11. إنقاذ
12. بريئ
13. طالب عمل
14. وجوه متعدده
15. متسيطر
16. ضوضاء
17. حرب
18. مفقود
19. اصوات
20. غسل دماغ
21. القرار
22. الرحمة

## روابط خارجية
- الفتاة نيكيتا على موقع IMDb (الإنجليزية)
- الفتاة نيكيتا على موقع ميتاكريتيك (الإنجليزية)
- الفتاة نيكيتا على موقع روتن توميتوز (الإنجليزية)
- الفتاة نيكيتا على موقع قاعدة بيانات الأفلام العربية
- الفتاة نيكيتا على موقع أول موفي (الإنجليزية)
- الفتاة نيكيتا على موقع فيلمافينيتي (الإسبانية)
- الفتاة نيكيتا على موقع كينوبويسك (الروسية)
- الفتاة نيكيتا على موقع ألو سيني (الفرنسية)
- الفتاة نيكيتا على موقع قاعدة بيانات الفيلم (الإنجليزية)